# Jatiragas Hilir
Jatiragas Hilir is een bestuurslaag in het regentschap Subang van de provincie West-Java, Indonesië. Jatiragas Hilir telt 6924 inwoners (volkstelling 2010).